# コジロー
コジロー（1953年10月5日 - 本名：北代浩二郎）は、日本の漫画家。高知県吾川郡伊野町（現：いの町）出身。ペンネームは、本名である「こうじろう」をもじったもの。

## 学歴
- 高知県立高知西高等学校卒業。
- 東京デザインアカデミー卒業。

## 特徴
- 主に4コマ漫画作品を手がけている。
- せりふは写植ではなく作者の直筆で書かれている。絵はスクリーントーンを使わない。
- プロ野球には滅法詳しく、作品上に登場するプロ野球選手名は実名で登場させている。過去には、阪神タイガースがたけし軍団や日光猿軍団と闘って負けたシーンまで描いている。阪神のシーズン成績が不振だった頃、よく「最下位脱出」のネタが使われていた[1]。

## 作品
連載中
- 『いも虫ランド』（スポーツニッポン）

1984年10月11日から掲載。大阪本社版では連載初期は掲載されず、1986年4月1日から掲載が開始された。2013年1月24日の連載1万回達成時には、当日の朝刊終面を祝賀記事で飾った。2024年5月10日に、連載回数14000回に到達し、同紙4面で特集が組まれた。この記事によれば、連載中の一般紙・スポーツ紙の4コマ漫画では読売新聞朝刊「コボちゃん」（9日時点で14676回）に次ぐ2番目の長寿漫画であり、「ジャンケンポン」のギネス記録まであと約2000回という。
連載終了
- 『クレーンじいさん』（1980年 芳文社『週刊漫画TIMES』）
- 『ゲタばきかあちゃん』（1982年～1992年 芳文社『週刊漫画TIMES』）
- 『ワガママ坊ちゃん先生ランド』（小学館『ビッグコミックスペリオール』[3]）

- 『かっとびレポ太』（学研 中学一年生コース）
- 『どんまいランド』（双葉社 アクションコミックスより「プロ野球 どんまいランド」のタイトルで全4巻[4]刊行）
- 『いつでも梅を』（サンデー毎日）

1990年代から2022年10月9日号まで長期連載された。当初は「OL世紀末劇場」→「パロパロ新世紀劇場」として掲載し、会社のOL3人組を主人公としていた。現在の題名になってからは、特定の主人公を定めない時事4コママンガとなった。なお、連載回数は「OL世紀末劇場」から通算していた。
- 『ぶったまゲリラ』（1989年10月 ぶんか社より単行本全1巻刊行）
- 『どんぐり劇場』（リイド社 コミックジャックポット[6]）
- 『どすこい天国』（1986年5月～1998年12月 ベースボール・マガジン社『相撲』）

## 受賞歴
- 第36回文藝春秋漫画賞受賞